# David Hesser
David Hesser (n. ianuarie 1884 – d. 13 februarie 1908, New York City, New York, SUA) a fost un înotător american, medaliat olimpic. A participat la o ediție a Jocurilor Olimpice (1904) în care a câștigat o medalie de aur.

## Participări
Lista de mai jos prezintă principalele competiții la care a participat David Hesser de-a lungul carierei.
- Jocurile Olimpice de vară din 1904